# 科利安·馬田
科利安·馬田（Florian Martin，1990年3月19日—）是法國的職業足球運動員，司職攻擊中場，現效力於法國足球乙級聯賽索察。

## 外部連結
- Florian Martin career statistics （页面存档备份，存于） at FootballDatabase.eu
- Florian Martin profile （页面存档备份，存于） at foot-national.com